# Космос-1970
Космос-1970 је један од преко 2400 совјетских вјештачких сателита лансираних у оквиру програма Космос.
Космос-1970 је лансиран са космодрома Тјуратам, Бајконур, СССР, 16. септембра 1988. Ракета-носач Протон-К је поставила сателит у орбиту око планете Земље. Маса сателита при лансирању је износила 1400 килограма. Космос-1970 је био ГЛОНАСС навигациони сателит.